# 牟中珩
牟 中珩（ぼう ちゅうこう）は中華民国の軍人。字は荊璞。

## 事績

### 北京政府時代
教師の家庭に生まれる。1919年（民国8年）8月、保定陸軍軍官学校第9期歩兵科に入学し、1923年（民国12年）8月に卒業した。最初は直隷派の呉佩孚に属したが、給与未払いに憤ってまもなくここを去る。次いで四川省で四川軍（川軍）指揮官劉文輝の上尉軍事教官を務めたが、1925年（民国14年）に辞任して帰郷する。
1926年（民国15年）、牟中珩は張宗昌率いる直魯聯軍に加入し、団長にまで昇進したが、部隊の維持費を供給されないことに失望して下野した。1927年（民国16年）、呉の下にいたときの上官であった于学忠が鎮威軍第20軍（奉天派）軍長となっていたため、これを頼り参謀として起用される。翌年6月、牟は東北保安司令長官公署参謀処長に昇進した。この時期に張宗昌が再起を図って灤州に軍を集結させ始めると、張学良の命で于と牟はこれを即座に包囲殲滅している。まもなく張学良の易幟により于と牟は国民革命軍に加入することになった。

### 西安事変と日中戦争
1930年（民国19年）8月、牟中珩は東北陸軍第23旅上校参謀長に任ぜられる。同年9月、中原大戦で蔣介石支持を打ち出した張学良の命で、第23旅は北平に駐屯する。1932年（民国21年）春、第23旅は独立第14旅と番号変更されたが、そのまま牟は上校参謀長を務めた。翌年、独立第14旅は第114師に昇格し、牟はそのまま同師参謀長となっている。同年夏、第679団団長に任ぜられた。1935年（民国24年）6月、于学忠が河北省政府主席を免ぜられて甘粛省政府主席に異動すると、牟もこれに随従する。1935年（民国24年）8月、牟は第114師少将師長に昇進し、陝西省北部の紅軍包囲に参加した。翌年12月の西安事件にも張学良や于に従って参与している。
日中戦争（抗日戦争）勃発後、牟中珩は徐州会戦に参戦し、日本軍と激しい戦闘を繰り広げた。1938年（民国27年）7月、第51軍副軍長に昇進した（第114師師長も兼任）。同年8月から武漢会戦に参戦している。翌1939年（民国28年）3月、第51軍軍長に昇進し、同年9月には山東省政府委員にも任ぜられた。1942年（民国31年）1月、山東省政府主席に昇進し、同年8月には国民政府行政院水利委員会委員も務めている。1945年（民国34年）1月、第10戦区副司令長官に昇進し、6月には陸軍中将銜を授与された。

### 敗北と晩年
日中戦争終結後、牟中珩は第2綏靖区副司令官に任ぜられたが、1948年（民国37年）9月、済南戦役で中国人民解放軍に敗北して捕虜とされてしまった。中華人民共和国建国後は長期にわたり思想改造を受け、1966年4月にようやく特赦されている。特赦後は中国人民政治協商会議（政協）全国文史専員に任ぜられ、1975年5月、政協山東省秘書処専員となる。1977年12月、政協山東省委員会委員に任ぜられ、翌年には同委員会第4期常務委員に選出された。1980年、中国国民党革命委員会（民革）に加入している。
1981年3月12日、食道癌により逝去。享年84。

## 注
1. ↑  趙（1999）、322-323頁。
2. 1 2 3  徐主編（2007）、412頁。
3. 1 2 3 4 5  劉国銘主編（2005）、672頁
4. ↑  趙（1999）、323-324頁。
5. ↑  趙（1999）、323-327頁。
6. ↑  趙（1999）、327-335頁。
7. ↑  徐主編（2007）、412-413頁。
8. ↑  趙（1999）、335-337頁。
9. ↑  徐主編（2007）、413頁。